# Dictum ac factum
Dictum ac factum est une locution latine signifiant « Aussitôt dit, aussitôt fait ».

## Utilisation
On la trouve dans des répliques des pièces de Térence :
- l’Heautontimoroumenos, scène V : « Dictum [ac] factum reddidi »
- L'Andrienne, scène III « Dictum [ac] factum invenerit aliquam causam »

Elle apparaît également sur le fronton de l'entrée de la mine du film Dogville (2003).